# Tarva (Norvège)
Les îles Tarva sont un archipel situé dans la municipalité d’Ørland, dans le comté de Trøndelag, en Norvège. 
La plus grande île (et la seule peuplée) est Husøya. Les autres plus grandes îles sont Været et Karlsøya. Il y a aussi beaucoup de petits îlots et écueils environnants. Les îles sont situées à environ 8 kilomètres à l’ouest du village de Nes, sur le continent, commune de Bjugn. Tarva est reliée au continent via le ferry Dybfest-Tarva

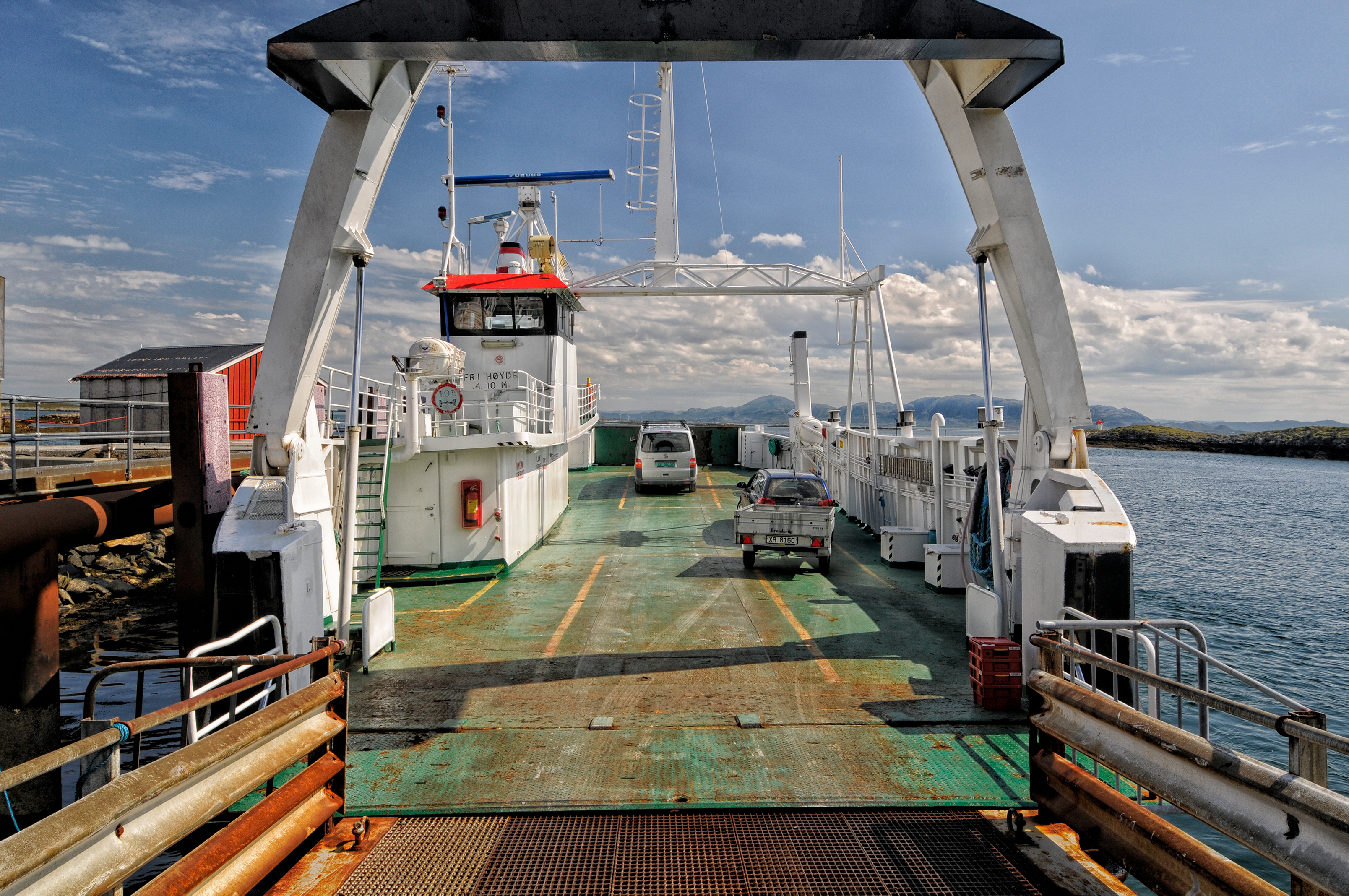
Ferry vers Tarva

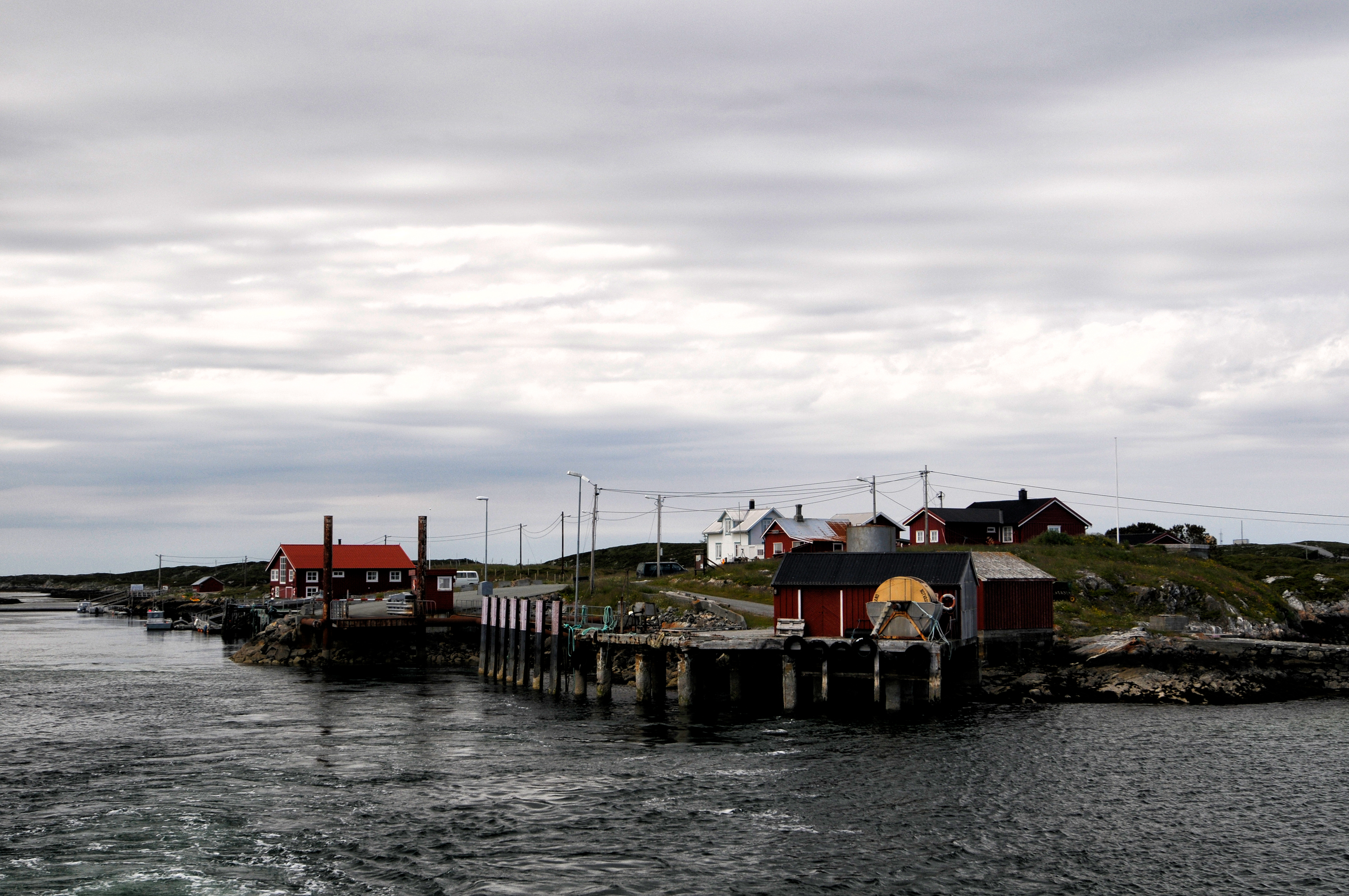
Port de Tarva

Les îles ont appartenu au manoir d’Austrått jusqu’en 1858. La Force aérienne royale norvégienne dispose d’un champ de tir sur les îles de l’ouest. La petite chapelle Tarva est située sur le côté nord de l’île principale.